# Сафир (ракета-носитель)
«Сафир» (перс. سفير‎, «Посланник») — семейство ракет-носителей, созданных в Иране.
Создана на базе боевой баллистической ракеты средней дальности Шахаб-3/4. Запускаются с космодрома Семнан.
Некоторые специалисты предположили, что ракета-носитель «Сафир» состоит из трёх ступеней. Первые две из них аналогичны имеющимся у Шахаб-3. Но, поскольку мощности этих двух ступеней недостаточно для вывода космических аппаратов на орбиту, то добавлена небольшая третья ступень, снабженная твердотопливным двигателем.
17 августа 2008 года Иран произвел попытку орбитального запуска ракеты-носителя «Сафир». Сразу после запуска было сделано заявление главы ИКА Реза Тагизаде об успешном выводе на орбиту макета спутника. Однако международные эксперты не подтвердили эту информацию, а США сообщили, что согласно их средствам наблюдения 2-я ступень ракеты разрушилась на высоте 152 км.
26 ноября 2008 года состоялся запуск ракеты с научным оборудованием. Вторая ступень ракеты «Сафир» поднялась на высоту 250 километров, откуда спустилась на Землю на парашюте. По словам иранских ученых, на борту ракеты находилось оборудование для сбора данных об окружающей среде.
В ходе дальнейшего совершенствования была создана ракета-носитель «Сафир-2», которая 4 февраля 2009 года вывела на околоземную орбиту первый иранский спутник «Омид» и стала использоваться для последующих запусков.